# دبلیودبلیوئی تی‌ال‌سی (۲۰۱۳)
تی‌ال‌سی: میزها، نردبان‌ها و صندلی‌ها (به انگلیسی: TLC: Tables, Ladders & Chairs) یک رویداد غیر رایگان (Pay-Per-View) در کشتی حرفه‌ای می‌باشد که توسط کمپانی دبلیو دبلیو ای تهیه می‌شود و این دوره‌اش هم در ۱۵ دسامبر ۲۰۱۳ در مجموعه ورزشی تویوتا سنتر شهر هیوستون ایالت تگزاس برگزار شد. تی‌ال‌سی پنجمین تی‌ال‌سی سالانه و آخرین پی-پر-ویو ۲۰۱۳ بود.

## زمینه‌سازی

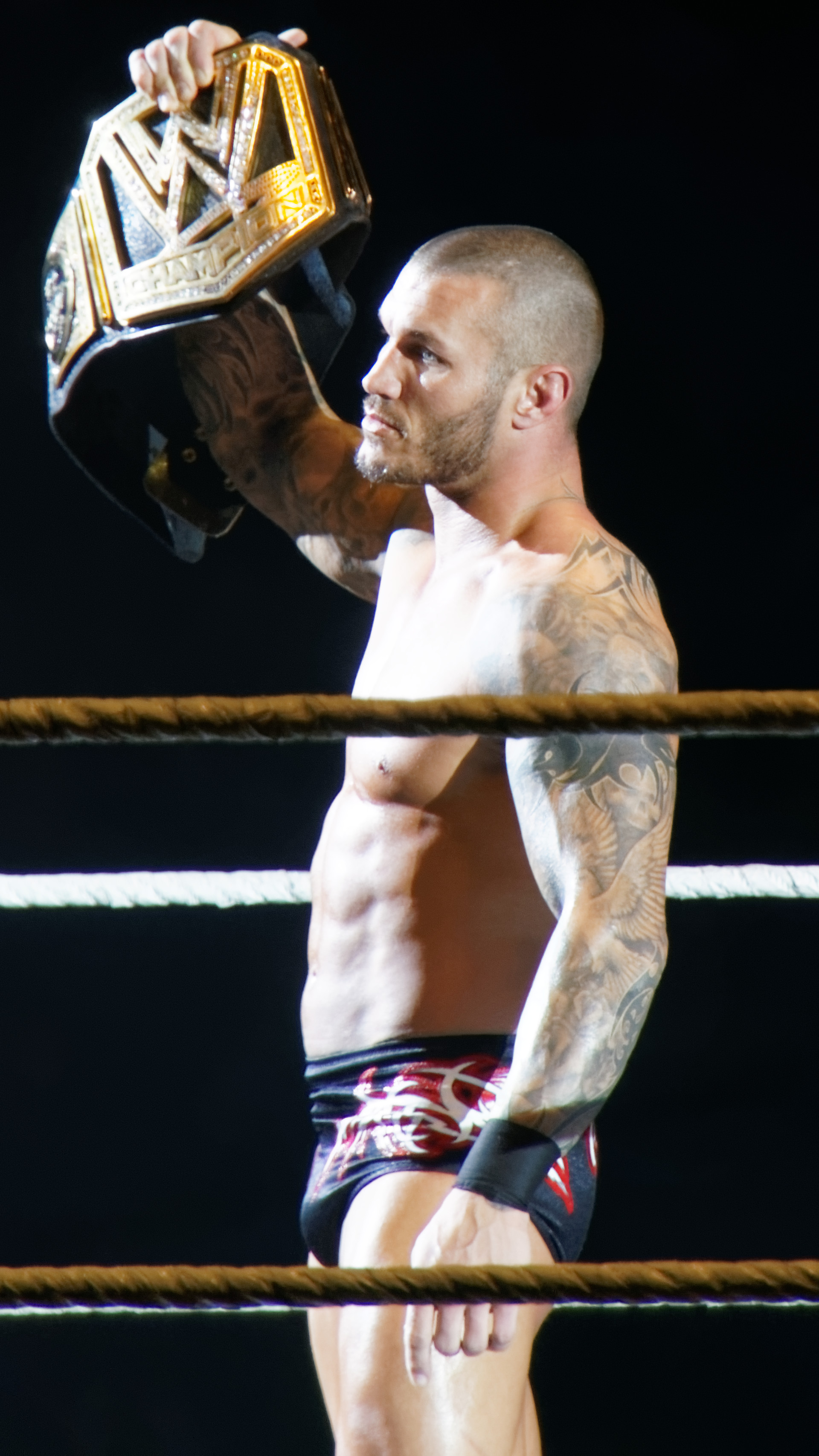
یک مسابقه دهنده ی WWE

تی‌ال‌سی شامل مسابقاتی بین دشمنی‌های موجود، ماجراهای پیش آمده و استوری‌هایی خواهد بود که پیش از این در برنامه‌های راو یا اسمک داون پخش شده بود. کشتی‌گیرها با توجه به مسابقات یا سری اتفاقاتی که برایشان رخ می‌دهد و تنش را به حد اکثر می‌رساند، نقش منفی یا قهرمان به خود می‌گیرند.
دشمنی اصلی در تی‌ال‌سی بین قهرمان سنگین وزن جهان، جان سینا و قهرمان دبلیودبلیوئی یعنی رندی اورتن برای تعیین «چهره اصلی کمپانی» خواهد بود. از سامر اسلم که در ماه آگوست برگزار شد، رندی اورتن دشمنی خود را با دنیل براین ادامه داد و به لطف روسا(تریپل اچ و استفنی مک‌ماهون) سرانجام در هِل این اِ سِل دوباره براین را شکست داد و برای هشتمین بار قهرمان دبلیودبلیوئی شد. با اینحال، روسا رفته رفته نسبت به توانایی اورتن در بردن مسابقات بدون کمک به تردید افتادند؛ بنابراین آن‌ها تصمیم گرفتند برای تثبیت اینکه اورتن هنوز انتخاب درست آن‌ها به عنوان «چهره و اعتبار دبلیودبلیوئی» است در سروایور سریز او را در مقابل بیگ شویی قرار دهند که مخالف روسا بود. رندی اورتن این مسابقه را برد تا کمربند خود را حفظ کند؛ البته بعد از اینکه تریپل اچ وارد شد و حواس بیگ شو را پرت کرد. همچنین جان سینا که بعد از آسیب دیدگی و بازگشت زودتر از موعد، در هل این ا سل آلبرتو دل ریو را شکست داد تا قهرمان سنگین وزن جهان برای سومین بار شود، در سروایور سریز مجدداً دل ریو را شکست داد تا کمربندش را حفظ کند. سینا بعد از پیروزی اورتن بر بیگ شو در سروایور سیرز وارد رینگ شد و قهرمانی خودش را با حضار جشن گرفت در حالیکه روسا بیشتر به او توجه می‌کردند و این باعث ناراحتی بیشتر اورتن شد. شب بعد در قسمت ۲۵ نوامبر راو، بعد از اینکه دو قهرمان مجدداً با هم رو در رو شدند، تریپل اچ اعلام کرد که اورتن در یک مسابقه میزها، نردبان‌ها و صندلی‌ها در P-P-V تی‌ال‌سی مقابل سینا قرار می‌گیرد و این مسابقه بر سر هر دو کمربند قهرمانی سنگین وزن جهان و کمربند قهرمانی دبلیودبلیوئی خواهد بود و برنده، تبدیل به «تک قهرمان کمپانی دبلیودبلیوئی» خواهد شد.
از اواخر اکتبر، سی ام پانک و دنیل براین بارها توسط خانواده ترسناک وایت(بری وایت، لوک هارپر و اریک رووان) مورد حمله واقع شدند که این حملات منجر به انجام یک مسابقه تگ تیم در سروایور سریز در ماه نوامبر شد که پانک و براین مقابل هارپر و رووان به پیروزی رسیدند. شب بعد در راو ۲۶ نوامبر، خانواده وایت، براین را ربوده و با خود بردند و گروه شیلد (گروه سه نفره دیگری متشکل از رومن رینز، سث رالینز و دین امبروز) هم با حمله به پانک جلوی او را گرفتند. در قسمت ۲ دسامبر راو، پانک دلیل حمله شیلد به خود را تریپل اچ می‌دانست؛ او معتقد بود که اظهاراتش در مورد «رووسا» دلیل دستور اچ مبنی بر حمله شیلد به او بوده‌است. بعد از اینکه استفنی مک‌ماهون این اظهارات را برنتابید، مدیر عملیاتی دبلیودبلیوئی یعنی کین هم وارد صحنه شد تا از رووسا حمایت کند، و بعد از اینکه او هم توسط پانک مورد تمسخر واقع شد اعلام کرد که پانک در تی‌ال‌سی در یک مسابقه با آوانس سه به تک، مقابل هر سه عضو گروه شیلد قرار خواهد گرفت. همچنین کین اعلام کرد دنیل براین که در همان شب مقابل اریک رووان به برتری رسیده بود در تی‌ال‌سی باید در یک مسابقه با آوانس سه به تک مقابل هر سه عضو خانواده وایت قرار بگیرد.
مسابقه دیگر این PPV، مسابقه ای جی لی قهرمان کمربند دیواز است که باید از آن در برابر ناتالیا دفاع کند. در سروایور سریز در مسابقه‌ای که بین تیم «دیواز حقیقی» و تیم توتال دیواز برگزار شد ناتالیا به همراه نیکی بِلا پس از تسلیم کردن ای جی، سروایور یا باقی ماندگان مسابقه ۷نفر به ۷نفر تگ تیم نابودی بودند. در قسمت ۲ دسامبر راو، ناتالیا ای جی را پین کرد تا کار تیمش را یرای ادامه مسابقه تگ تیمی شش نفری که داشتند راحتتر شود. بعد از این بردهای متوالی، رسماً اعلام شد که ناتالیا در تی‌ال‌سی برای کمربند دیواز مقابل ای جی قرار خواهد گرفت.
همچنین در راو ۲ دسامبر، دیمین سنداو مقابل دولف زیگلر به برتری رسید تا جواز مسابقه در مقابل بیگ ای لنگستن بر سر کمربند قهرمانی بین قاره‌ای در تی‌ال‌سی را بدست آورَد.
در اسمک‌داون ۱۳ دسامبر هم اعلام شد که کودی رودز و گلداست در تی‌ال‌سی باید در برابر آمریکاییان حقیقی(جک سوئگر و آنتونیو سزارو)، رایبک و کورتیس اکسل و تیم بیگ شو و ری میستریو در یک مسابقه تگ تیم مرگبار چهار جانبه(به انگلیسی: Fatal Four Way tag team match) از کمربند خود دفاع کنند.
در مسابقه آغازین تی‌ال‌سی، فاندانگو در مقابل دولف زیگلر قرار گرفت. این مسابقه در خلال جوایز اِسلَمی که در راو ۹ دسامبر ۲۰۱۳ بود اعلام شد.

## نتایج
| شماره                | مسابقه | نوع مسابقه | مدت زمان |
| -------------------- | --- | --- | -------- |
| مسابقه آغازین تی‌ال‌سی | فاندانگو (با همراهی سامر رِی) پیروز مقابل دولف زیگلر                                                                                            | مسابقه تک نفره | ۴:۲۱     |
| ۱                    | سی ام پانک پیروز مقابل گروه شیلد(دین امبروز، سث رالینز و رومن رینز)                                                                            | مسابقه با آوانس سه به تک | ۱۳:۴۲    |
| ۲                    | ای جی لی (قهرمان کنونی)(با همراهی تامینا اسنوکا) پیروز مقابل ناتالیا                                                                           | مسابقه تک نفره برای قهرمانی کمربند دیواز | ۶:۳۵     |
| ۳                    | بیگ ای لنگستن (قهرمان کنونی) مقابل دیمین سنداو                                                                                                 | مسابقه تک نفره برای قهرمانی کمربند بین قاره‌ای | ۶:۲۸     |
| ۴                    | کودی رودز و گلداست (قهرمانان کنونی) پیروز مقابل آمریکاییان حقیقی(جک سوئگر و آنتونیو سزارو) مقابل رایبک و کورتیس اکسل مقابل بیگ شو و ری میستریو | مسابقه تگ تیم مرگبار چهار جانبه برای کمربند تگ تیم | ۲۱:۰۵    |
| ۵                    | آر-تروث (با همراهی زِیویِر وودز) پیروز مقابل برادوس کلی (با همراهی فانکادَکتیلز (نائومی و کامرون) و تِنسای)                                        | مسابقه تک نفره | ۶:۰۲     |
| ۶                    | کوفی کینگستون پیروز مقابل د میز | مسابقه بدون تسلیم | ۸:۰۲     |
| ۷                    | خانواده وایت(بری وایت، لوک هارپر و اریک رووان) پیروز مقابل دنیل براین                                                                          | مسابقه با آوانس سه به تک | ۱۲:۲۴    |
| ۸                    | قهرمان دبلیودبلیوئی رندی اورتن پیروز مقابل قهرمان سنگین وزن جهان جان سینا                                                                      | مسابقه قهرمان مقابل قهرمان میزها، نردبان‌ها و صندلی‌ها برای تعیین تک قهرمان کمربند قهرمانی سنگین وزن جهان و کمربند قهرمانی دبلیودبلیوئی با نام قهرمان دبلیودبلیوئی سنگین وزن جهانِ | ۲۴:۳۶    |

### مسابقه تگ تیم مرگبار چهار جانبه
| بازنده   | کشتی‌گیر                              | تیم                 | بازاننده  | فن اجرا شده                        | زمان |
| -------- | ------------------------------------ | ------------------- | --------- | ---------------------------------- | ---- |
| ۱        | رایبک                                | رایبک و کورتیس اکسل | گلداست    | با فن roll-up پین شد               |      |
| ۲        | آنتونیو سزارو                        | آمریکاییان حقیقی    | بیگ شو    | بعد از یک ضربه کی. اُ. پانچ پین شد  |      |
| ۳        | ری میستریو                           | ری میستریو و بیگ شو | کودی رودز | بعد از یک ضربه Cross Rhodes پین شد |      |
| برندگان: | کودی رودز و گلداست (قهرمانان تگ تیم) |                     |           |                                    |      |

## قهرمان
مسابقه اصلی این دوره بین دو اسطوره دبلیودبلیوئی برگزار گردید که در یک طرف رندی اورتن دارنده کمربند WWE و در جبهه مقابل جان سینا دارنده کمربند سنگین وزن جهان قرار داشت که در نهایت این رندی اورتن بود که در یک مبارزه حساس و تماشایی توانست بر سینا غلبه کند و قهرمان قهرمانان شود.

## پسایند
شب بعد در راو، رووسا(تریپل اچ و استفنی مک‌ماهون) داخل رینگ رفتند تا یکی شدن قهرمان دو کمربند یعنی رندی اورتن را جشن بگیرند، ولی جان سینا اعلام کرد که گفته بود اگر قهرمان شود اولین مسابقه‌اش برای دفاع از دو کمربند را با دنیل براین خواهد داد و از اورتن هم خواست که همین کار را بکند. اورتن اجتناب کرد ولی رووسا گفتند که او باید در مسابقه‌ای بدون عنوان مقابل براین قرار بگیرد که در نهایت براین بخاطر ضربه غیرقانونی(Low Blow) که اورتن مقابل داور به او زد پیروز مسابقه شد. اورتن پس از آن هم به کتک زدن براین ادامه می‌داد که جان سینا وارد شد و او را از رینگ بیرون انداخت تا وضع براین را بررسی کند اما ناگهان دوباره اورتن وارد شد و به سینا آر. کِی. اُ زد و با هر دو عنوان بر فراز آن دو ایستاد.
بیگ شو و ری میستریو مقابل قهرمانان تگ تیم یعنی کودی رودز و گلداست قرار گرفتند که یک مسابقه بدون عنوان بود؛ شو و میستریو بر آن‌ها پیروز شدند.
فاندانگو و دولف زیگلر هم در راو همان شب مقابل هم قرار گرفتند که زیگلر با یک فن رُل-آپ پیروز مسابقه شد.